# Sylvia Lundberg
Sylvia Lundberg, född Sylvia Bernhardina Lundberg 17 december 1902 i Stockholm, död 23 december 1984 i Vällingby, var en svensk skådespelare. Hon var sedan 1935 gift med violoncellisten Gunnar Gentzel.

## Filmografi
- 1939 – Frun tillhanda

## Teater

### Roller (ej komplett)
| År   | Roll          | Produktion                                                                | Regi              | Teater                                                    |
| ---- | ------------- | ------------------------------------------------------------------------- | ----------------- | --------------------------------------------------------- |
| 1929 | Mimi          | Nattkavaljeren Robert Stolz, Alfred Maria Willner och Rudolf Österreicher | Oskar Textorius   | Vasateatern                                               |
| 1931 |               | I gamla Djurgårdssta'n Gideon Wahlberg                                    | Gideon Wahlberg   | Tantolundens friluftsteater                               |
| 1931 |               | Augustas lilla felsteg Siegfried Fischer                                  |                   | Mosebacketeatern                                          |
| 1932 |               | Tokstollar och högfärdsblåsor Gideon Wahlberg                             | Gideon Wahlberg   | Tantolundens friluftsteater Flyttad till Mosebacketeatern |
| 1932 |               | Skeppar Ömans flammor Siegfried Fischer                                   |                   | Mosebacketeatern                                          |
| 1933 | Elsa Pilkvist | En Söderpojke Siegfried Fischer                                           | Siegfried Fischer | Mosebacketeatern                                          |
| 1933 |               | Amandas kärlekspant Siegfried Fischer                                     | Siegfried Fischer | Mosebacketeatern                                          |
| 1933 |               | Vackra Sissi, eller Kärlek u.p.a. Gideon Wahlberg                         | Gideon Wahlberg   | Tantolundens friluftsteater                               |
| 1933 |               | Barn på beställning Arthur Fischer                                        | Arthur Fischer    | Mosebacketeatern                                          |
| 1933 |               | Fjällgatan 14 Sigge Fischer                                               |                   | Mosebacketeatern                                          |
| 1934 |               | Greven av Gamla stan Sigge och Arthur Fischer                             |                   | Mosebacketeatern                                          |
| 1934 |               | Dollarflickan Sigge och Arthur Fischer                                    |                   | Söders friluftsteater                                     |
| 1934 |               | Julia på camping Sigge Fischer                                            |                   | Mosebacketeatern                                          |
| 1935 |               | Café Södergöken Olle Gunnarsson                                           |                   | Mosebacketeatern                                          |